# Keweenaw National Historical Park
Le Keweenaw National Historical Park est parc historique national américain protégeant des sites d'intérêt patrimonial du comté de Houghton, sur la péninsule de Keweenaw, dans le Michigan. Créé le 27 octobre 1992 et inscrit au Registre national des lieux historiques depuis le même jour, il est géré par le National Park Service. Des sites partenaires se trouvent dans trois comtés voisins.